# Єркін (Талдикорганська міська адміністрація)
Єркі́н (каз. Еркін) — село у складі Талдикорганської міської адміністрації Жетисуської області Казахстану. Адміністративний центр Єркінського сільського округу.
Населення — 13886 осіб (2021; 1034 у 2009, 1066 у 1999, 9715 у 1989).